# Джанкарло Еспозито
Джанкарло Джузепе Алесандро Еспозито (на английски: Giancarlo Giuseppe Alessandro Esposito) (роден на 26 април 1958 г.) е американски актьор. Известен е с ролята си на Густаво „Гас“ Фринг в сериалите „В обувките на Сатаната“ и „Обадете се на Сол“, за която е номиниран за награда Еми в категорията Най-добър поддържащ актьор.

## Избрана филмография
- „Кралят на Ню Йорк“ („King of New York“, 1990)
- „Нощ над земята“ („Night on Earth“, 1992)
- „Дим“ („Smoke“, 1995)
- „Обичайните заподозрени“ („The Usual Suspects“, 1995)
- „В обувките на Сатаната“ („Breaking Bad“, 2008-2013)
- „Революция“ („Revolution“, 2012-2014)
- „Книга за джунглата“ („The Jungle Book“, 2016)
- „Пулсът на парите“ („Night on Earth“, 2016)